# Saint-Julien (Hérault)
Saint-Julien – miejscowość i gmina we Francji, w regionie Oksytania, w departamencie Hérault.
Według danych na rok 1990 gminę zamieszkiwały 192 osoby, a gęstość zaludnienia wynosiła 10 osób/km² (wśród 1545 gmin Langwedocji-Roussillon Saint-Julien plasuje się na 717. miejscu pod względem liczby ludności, natomiast pod względem powierzchni na miejscu 402.).